# 红砂坝站
红砂坝站，位于内蒙古乌兰察布市丰镇市，邮政编码012123，建于1919年，是京包铁路的一个车站。离北京站463公里，离包头站369公里。距上行车站永王庄站11公里，距下行车站索家村站7公里。该站隶属呼和浩特铁路局集宁车务段。办理客运业务（旅客乘降，行李、包裹托运）和货运业务（办理整车，不办理危险货物发到），为四等车站，本站及相邻上下行区间均为电气化区段。车站距离红砂坝镇政府约500米，距离208国道约1.2公里，距集丰高速公路约3.6公里。